# Brezovica pri Dobu
Brezovica pri Dobu je naselje v Občini Domžale.